# Chlorostilbon
Chlorostilbon é um género de ave da família Trochilidae (beija-flores).
Este género contém as seguintes espécies:
- Chlorostilbon assimilis Lawrence, 1861 —  esmeralda-panamense, esmeralda-dos-jardins
- Chlorostilbon mellisugus (Linnaeus, 1758)  —  esmeralda-de-cauda-azul
- Chlorostilbon gibsoni (Fraser, 1840)  —  esmeralda-de-bico-vermelho
- Chlorostilbon russatus (Salvin e Godman, 1881)  —  esmeralda-bronzeada, esmeralda-acobreada
- Chlorostilbon stenurus (Cabanis e Heine, 1860)  —  esmeralda-de-cauda-afilada, esmeralda-de-cauda-estreita
- Chlorostilbon alice (Bourcier e Mulsant, 1848)  — esmeralda-de-cauda-verde
- Chlorostilbon poortmani (Bourcier, 1843)  —  esmeralda-de-cauda-curta
- Chlorostilbon melanorhynchus Gould, 1860  —  esmeralda-dos-andes-ocidentais, esmeralda-ocidental
- Chlorostilbon olivaresi Stiles, 1996  —   esmeralda-de-chiribiquete
- Chlorostilbon lucidus Shaw, 1812 —   besourinho-de-bico-vermelho, beija-flor-besourinho-de-bico-vermelho, beija-flor-de-bico-vermelho, esmeralda-de-bico-vermelho, esmeralda-de-bico-laranja, beija-flor-verde-ouro